# چینی آمریکایی‌ها
چینی آمریکایی‌ها (انگلیسی: Chinese Americans) شامل چینی‌های متولد آمریکا و آمریکایی‌هایی می‌شود که تبارشان به‌طور کامل یا بخشی چینی است. چینی آمریکاییان یکی از گروه‌های چینیان خارج از کشور و همچنین زیرگروهی از آمریکایی‌های آسیایی شرقی هستند که خود نیز زیرگروهی از آسیایی آمریکایی‌ها است. بسیاری از چینی آمریکایی‌ها مهاجرین از سرزمین اصلی چین، هنگ کنگ، ماکائو، تایوان، و نیز از دیگر مناطق دارای پراکنش چینی‌ها، خصوصاً آسیای جنوب شرقی و بعضی کشورهای دیگر غربی چون کانادا، بریتانیا، استرالیا، نیوزیلند، و برزیل و و اخلاف آنان هستند.
جماعت چینی آمریکایی بزرگترین جماعت چینی خارج از کشور خارج از آسیا و پس از جماعت‌های چینی در تایلند و مالزی بزرگترین جماعت چینی خارج از کشور در جهان است. جماعت چینی آمریکایی بزرگترین گروه قومی آسیایی آمریکایی است و ۲۵٫۹ درصد از جمعیت آسیایی آمریکایی را تشکیل می‌دهد. آمریکاییان با تبار چینی، چه کامل چه جزئی ۱٫۲ درصد از کل جمعیت آمریکا را در سال ۲۰۱۰ به خود اختصاص می‌دادند که در حدود ۳٫۸ میلیون نفر بود. در ۲۰۱۰ نیمی از چینی آمریکاییان در دو ایالت کالیفرنیا و نیویورک زندگی می‌کردند.

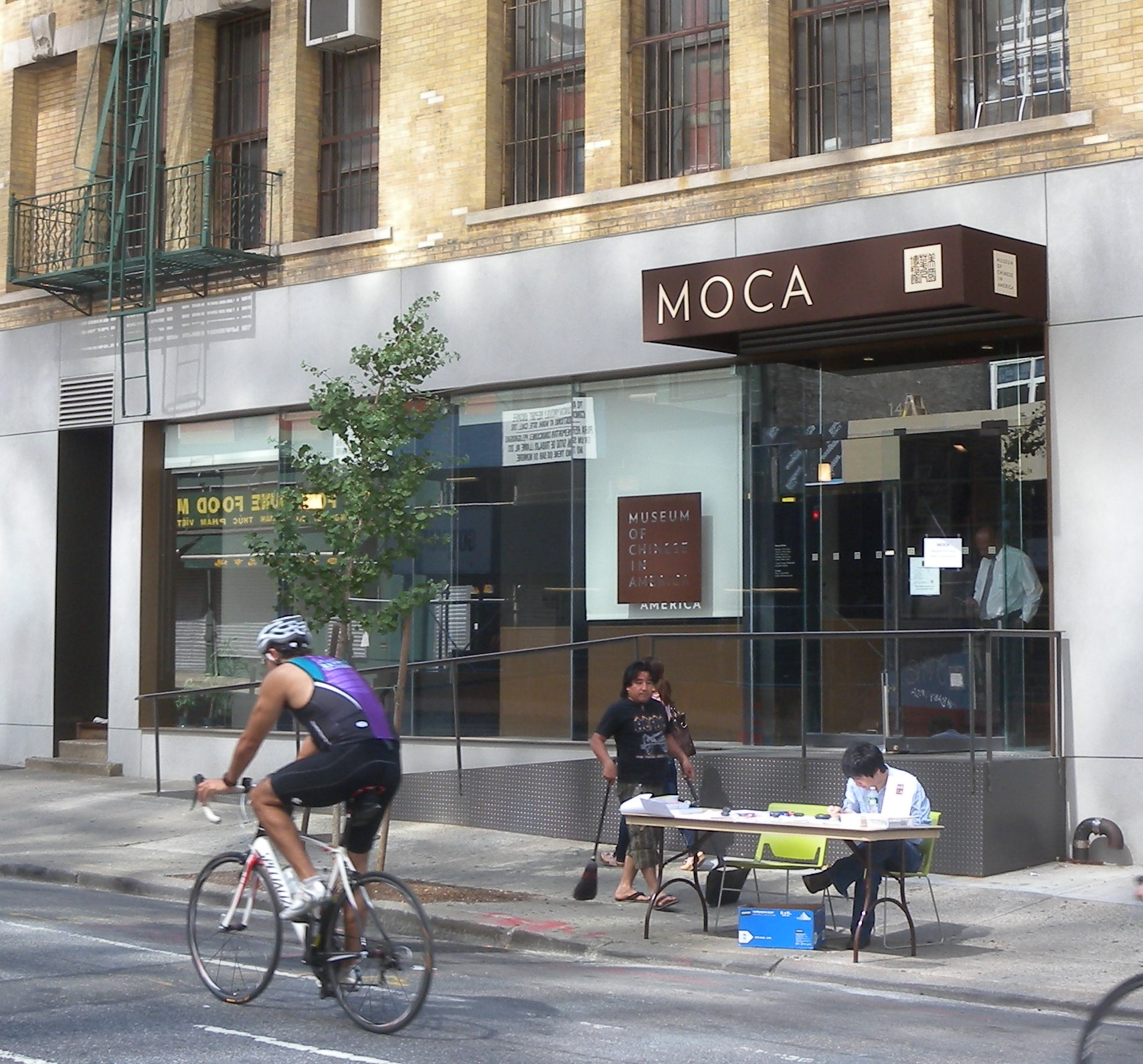
موزه چینی آمریکایی در چایناتاون، منهتن

## مذهب
ادیان چینی آمریکایی‌ها (۲۰۱۲)
جماعت چینی آمریکایی از این نظر که اکثریت چینی آمریکایی‌ها دارای  گرایش دینی نیستند با بقیه آمریکاییان متفاوتند. ۵۲٪ آنان گفته‌اند که گرایش دینی ندارند که این رقم برای میانگین آسیایی آمریکایی‌ها ۲۶٪ و میانگین ملی ۱۹٪ است.